# Newburgh (Nova York)
Newburgh és una ciutat del Comtat d'Orange (Nova York) dels Estats Units d'Amèrica.

## Demografia
Segons el cens del 2000 Newburgh tenia 28.259 habitants., 9.144 habitatges, i 6.080 famílies. La densitat de població era de 2.856,2 habitants per km².
Dels 9.144 habitatges en un 40% hi vivien nens de menys de 18 anys, en un 34,1% hi vivien parelles casades, en un 25,4% dones solteres, i en un 33,5% no eren unitats familiars. En el 27,1% dels habitatges hi vivien persones soles l'11% de les quals corresponia a persones de 65 anys o més que vivien soles. El nombre mitjà de persones vivint en cada habitatge era de 2,97 i el nombre mitjà de persones que vivien en cada família era de 3,62.
Per edats la població es repartia de la següent manera: un 33,2% tenia menys de 18 anys, un 12,7% entre 18 i 24, un 28,8% entre 25 i 44, un 16,1% de 45 a 60 i un 9,2% 65 anys o més.
L'edat mitjana era de 28 anys. Per cada 100 dones de 18 o més anys hi havia 83,4 homes.
La renda mitjana per habitatge era de 30.332 $ i la renda mitjana per família de 32.519 $. Els homes tenien una renda mitjana de 26.633 $ mentre que les dones 21.718 $. La renda per capita de la població era de 13.360 $. Entorn del 23% de les famílies i el 25,8% de la població estaven per davall del llindar de pobresa.

## Poblacions properes
El següent diagrama mostra les poblacions més properes.

## Personatges il·lustres
- John W. Collins, (1912-2001), Mestre d'escacs.